# Женская сборная Аргентины по хоккею на траве
Женская сборная Аргентины по хоккею на траве (англ. Argentina women's national field hockey team, исп. Selección femenina de hockey sobre césped de Argentina; прозвище «Львицы», исп. Las Leonas) — женская сборная по хоккею на траве, представляющая Аргентину на международной арене. Управляющим органом сборной выступает Конфедерация хоккея Аргентины (исп. Confederación Argentina de Hockey, CAH).
Сборная является одной из сильнейших в мире, занимает (по состоянию на 16 июня 2014) 3-е место в рейтинге Международной федерации хоккея на траве (FIH). Два раза выигрывала титул чемпионок мира (в 2002 и 2010 годах), занимала призовые места на Олимпийских играх (два раза выигрывала серебряную медаль, два раза бронзовую), много раз являлась победительницей Трофея чемпионов (2001, 2008, 2009, 2010, 2012, 2014), Панамериканского чемпионата по хоккею на траве (2001, 2004, 2009, 2013), турниров по хоккею на траве на Панамериканских играх (1987, 1991, 1995, 1999, 2003, 2007).

## Результаты выступлений

### Мировая лига
- 2012/13 — 4-е место
- 2014/15 —

### Чемпионат мира по индорхоккею
- 2003—2007 — не участвовали
- 2011 — 9-е место
- 2015 — не участвовали

## Текущий состав
Состав команды был объявлен 16 апреля 2014 перед чемпионатом мира 2014, прошедшем в мае-июне в Гааге, Нидерланды.
Главный тренер: Карлос Ретегуи
| №  | Игрок             | Поз. | Возраст |
| -- | ----------------- | ---- | ------- |
| 1  | Белен Суччи       | ВР   | 28      |
| 2  | Мариана Росси     |      | 35      |
| 4  | Росарио Лукетти   |      | 29      |
| 5  | Макарена Родригес |      | 35      |
| 7  | Мартина Кавальеро |      | 24      |
| 8  | Лусиана Аймар (c) |      | 36      |
| 11 | Карла Ребекки     |      | 29      |
| 12 | Дельфина Мерино   |      | 24      |
| 16 | Флоренсия Абиф    |      | 20      |

| №  | Игрок                | Поз. | Возраст |
| -- | -------------------- | ---- | ------- |
| 17 | Росио Санчес Мочча   |      | 25      |
| 18 | Даниэла Сруога       |      | 26      |
| 19 | Агустина Альбертарио |      | 21      |
| 21 | Марьела Скароне      |      | 27      |
| 22 | Жизель Хуарес        |      | 23      |
| 25 | Сильвина Д'Элия      |      | 28      |
| 27 | Ноэль Баррьонуэво    |      | 30      |
| 30 | Хосефина Сруога      |      | 23      |
| 31 | Флоренсия Мутио      | ВР   | 29      |